# Мультикультурализм в Азербайджане
Мультикультурализм в Азербайджане — государственная политика страны, обеспечивающая деятельность и совместное проживание народов и религиозных конфессий в условиях дружбы и добрососедства.

## История
В Азербайджане создана правовая база для развития толерантности. В Конституции Азербайджана закреплена свобода совести, которая нашла более широкое отражение в законе «О свободе вероисповедания». Согласно 48 статье Конституции, каждый гражданин обладает свободой совести, правом свободно определить свое отношение к религии, свободно выражать и распространять свои убеждения, свободно выполнять религиозные обряды. 
В целях регулирования отношений между государством и религией, контроля за соблюдением законодательных актов, связанных со свободой вероисповедания в 2001 году был подписан указ о создании Государственного комитета по работе с религиозными организациями Азербайджана. Ежегодно 16 ноября в Азербайджане отмечается Международный день толерантности, учрежденный в 1995 году по случаю 50-летия ЮНЕСКО.
На 1 августа 2015 года в Государственном Комитете Азербайджана по работе с религиозными организациями прошли государственную регистрацию 632 религиозные организации, в том числе 21 неисламская религиозная организация. 12 из них являются христианскими религиозными общинами, 6 — еврейской, 2 — бахаистской и 1 — кришнаитской.
С целью распространения и пропаганды опыта в сфере толерантности и мультикультурализма на международной арене Азербайджан сотрудничает с ООН, ОБСЕ, ЮНЕСКО, ИСЕСКО и другими структурами.
26-27 апреля 2010 года в Азербайджане состоялся Бакинский Саммит религиозных лидеров мира для пропаганды на международной арене государственной политики в области религии. На этом саммите принимали участие представители религиозных центров мира, руководители Русской Православной, Грузинской Православной и Армянской апостольской церквей, религиозные деятели Ватикана, Константинопольской Патриархии и Исламского мира.
8 сентября 2015 года в рамках проекта под названием «Азербайджан в сердце Парижа», осуществляемого при организационной поддержке Фонда Гейдара Алиева, в Париже была проведена конференция на тему «Религиозная толерантность: Культура совместного проживания в Азербайджане», организован концерт под девизом «Азербайджанская музыка в сердце Парижа».

## Бакинский процесс
В Баку состоялись четыре всемирных форума по межкультурному диалогу.
7-9 апреля 2011 года при партнерстве ЮНЕСКО, Альянс цивилизаций ООН, Совет Европы, Центр Совета Европы «Север-Юг» и ИСЕСКО состоялся 1-й Всемирный форум по межкультурному диалогу. В рамках форума Азербайджаном была выдвинута инициатива учреждения «Платформы межкультурного сотрудничества — 5А». Названия континентов Европа, Азия, Америка, Африка и Австралия на азербайджанском языке начинаются на букву «А», что символизировало название платформы «5А».
С 29 мая по 1 июня 2013 года в Баку был проведен 2-й всемирный форум межкультурного диалога под девизом «Жить вместе в условиях мира в мультикультурном мире». В качестве основных партнеров форума совместно выступили международные организации ЮНЕСКО, Совет Европы, Альянс цивилизаций ООН, Центр Север-Юг Совета Европы, ИСЕСКО, Всемирная туристская организация ООН. На форуме участвовали делегации из более 115 стран, руководящие лица 13 международных организаций.
18-19 мая 2015 года в Баку был проведен 3-й всемирный форум межкультурного диалога на тему «Поделимся культурой во имя общей безопасности».
4-6 мая 2017 года в Баку был проведен 4-й всемирный форум межкультурного диалога под девизом «Развитие межкультурного диалога: новые возможности для безопасности человека, мира и устойчивого развития».

## Бакинский международный центр мультикультурализма
28 февраля 2014 года учреждена Служба государственного советника по межнациональным вопросам и вопросам мультикультурализма и религии. 15 мая 2014 года был создан Бакинский международный центр мультикультурализма.Председателем Бакинского Международного Центра Мультикультурализма является Камал Абдулла. 
2016 год в Азербайджане был объявлен «Годом мультикультурализма».

### Деятельность
Службой государственного советника Азербайджана по межнациональным вопросам, вопросам мультикультурализма и религии были организованы 4 виртуальных круглых стола.
В 2016 году вышла в свет книга «Литературно-художественные источники азербайджанского мультикультурализма» из серии «Источники азербайджанского мультикультурализма».
28 апреля 2017 года в Центре мультикультурализма прошла презентация книги «Пословицы и поговорки проживающих в Азербайджане народов».
1 мая 2017 года в Бакинском международном центре мультикультурализма прошла презентация библиографической книги «Мультикультурализм в Азербайджане», опубликованной Азербайджанской национальной библиотекой.